# سفيري هيلجيسين
سفيري هيلجيسين (بالنرويجية البوكمول: Sverre Helgesen)‏ هو منافس ألعاب قوى وصحفي نرويجي، ولد في 26 مايو 1903 في مدينة بودو في النرويج، وتوفي في 4 نوفمبر 1981.

## وصلات خارجية
- سفيري هيلجيسين على موقع أوليمبيديا (الإنجليزية)